# Jacopo Corsi
Jacopo Corsi (Florencia, 17 de julio de 1561-Ibídem, 29 de diciembre de 1602) fue un compositor italiano de finales del Renacimiento y comienzos del Barroco y patrón de las artes. Amigo de Jacopo Peri, con quién compartió la inquietud de recrear el teatro de la Antigua Grecia. 

## Biografía
Jacopo Corsi provenía de una antigua familia de comerciantes florentinos, pero habían caído en desgracia debido a su oposición a los Medici durante su segunda expulsión de Florencia en las primeras décadas del siglo 16. El abuelo de Corsi y un tío fueron acusados de traición y ejecutados en 1529, y partes de la familia abandonaron Florencia. La situación de la familia mejoró cuando otro tío de Corsi fue elegido para el Senado florentino en 1556. Como resultado, el padre de Corsi, Giovanni, regresó a la ciudad, donde consolidó su ascenso social a través de inversiones exitosas en bienes raíces, fábricas de lana y seda, y banca. En 1560 se casó con Alessandra de la muy respetada familia Della Gherardesca. La pareja tuvo tres hijos (Jacopo, Giulio y Bardo), cuyos padres financiaron una educación integral. Luca Bati, entre otros, fue el responsable de la educación musical de los niños.
En 1587, Jacopo Corsi viajó a Roma para conocer a su primera esposa, Settimia di Pierantonio Bandi. Después de su muerte en 1592, se casó con Laura di Lorenzo Corsini en 1595. Ambos matrimonios fortalecieron las relaciones comerciales existentes entre las familias. Los hermanos de Corsi permanecieron solteros y sin hijos, dando a Jacopo Corsi un papel central en la familia. Al prestar a familias líderes, incluidos los Medici, y misiones diplomáticas exitosas, los hermanos Corsi cimentaron la reputación de su familia. La confianza de los Medici en los Corsi era evidente, entre otras cosas, en el hecho de que Jacopo estaba involucrado en las difíciles negociaciones para el matrimonio de Enrique IV de Francia con María de Médici. 
La inesperada muerte de Jacopo Corsi por una fiebre en diciembre de 1602 causó consternación en la sociedad florentina. Los compositores Marco da Gagliano, Giovanni del Turco y Piero Strozzi hicieron contribuciones musicales a las ceremonias funerarias y de conmemoración. Corsi había sido miembro de los jesuitas y de la hermandad florentina Compagnia dell'Arcangelo Raffaello, que celebraron conmemoraciones para él en enero y febrero de 1603 respectivamente. Supuestamente, Enrique IV también envió una expresión de luto. 

## Artistas y mecenas
Portada del libreto de Rinuccini para La Dafne con Corsi como mecenas

Un obituario escrito por un autor desconocido con motivo de la muerte de Jacopo describe sus intereses artísticos de la siguiente manera:
"Egli della Pittura estremamente gustava; le scienzie con somma riverenza honorava; la Poesia, eccessivamente essaltava: Ma l'arte della Musica (non solo altre alle sopradette) era appresso di lui in sommo pregio."
"Le gustaba mucho pintar; honró las ciencias con el mayor respeto; elogió la poesía en la máxima expresión: pero el arte de la música fue tenido en la más alta estima por él (no solo a través de lo antes mencionado)".
Su interés por el arte y la cultura parece haber despertado después de una serie de viajes para completar su educación en la década de 1580. A partir de ese momento, los libros de contabilidad sobrevivientes de la familia documentan extensas compras de obras literarias y científicas en italiano, alemán, español y griego antiguo. Como amante de la pintura, compró pinturas de artistas conocidos de su tiempo o las aceptó directamente como reembolso de préstamos. Entre otros, se documentan obras de Giorgio Vasari, Jacopo Ligozzi, Pompeo Caccini (hijo del compositor Giulio Caccini), Jacopo da Pontormo y Andrea Boscoli. 
Jacopo Corsi, a diferencia de la literatura y la pintura, también persiguió activamente la música. Tenía una gran colección de varios instrumentos (incluidos dos órganos), Luca Bati y Cristofano Malvezzi le habían enseñado canto y teoría musical en el órgano, y había aprendido a tocar el laúd junto con Vincenzo Galilei. Amplió su biblioteca con una extensa colección de partituras e hizo de su casa un lugar de encuentro para los principales compositores de la época. La compra regular de partituras y los pagos a los copistas indican la actividad compositiva independiente de Corsi, pero estas obras solo se han transmitido en fragmentos.  Algunas partes de la ópera La Dafne, a menudo asociadas solo con el nombre de Jacopo Peri, parecen haber venido de él.  Acogió regularmente a compositores de otras ciudades (como Alfonso Fontanelli o Carlo Gesualdo) y así aseguró un intercambio de ideas entre ellos y los compositores florentinos. Después de la partida de Giovanni de' Bardi de Florencia, Jacopo Corsi asumió su posición como jefe y mecenas del círculo artístico más tarde llamado Camerata florentino.
Mirando hacia atrás, su mayor logro en términos de historia de la música radica en haber allanado el camino para la nueva forma de arte emergente de la ópera como jefe de la Camerata. La Dafne, descrita como la primera ópera de la historia, se estrenó en el Palazzo Corsi-Tornabuoni con motivo del Carnaval de 1598 y el propio Corsi parece haber compuesto partes de ella.  Eurídice (la ópera más antigua completamente conservada) se estrenó con motivo del matrimonio de Enrique IV con María de Médici en 1600 arreglado por Jacopo Corsi, el propio Corsi tocó el clavicémbalo en la actuación.
La gran mayoría de los artistas involucrados en estas producciones formaban parte de la Camerata y fueron apoyados por Corsi. Estos incluyeron al compositor Peri, así como al letrista Ottavio Rinuccini, pero también al rival de Peri, Giulio Caccini, cuya hija Francesca Caccini cantó el papel principal de Euridice y que trabajó en su Euridice (la primera ópera publicada impresa) al mismo tiempo.
- Datos: Q2551943